# Pivovar Žirovnice
Žirovnický pivovar leží v bezprostřední blízkosti tamějšího zámku na adrese Hradecká čp. 81 ve městě Žirovnice. Jedná se o dvoupatrovou renesanční budovu. Nachází se v něm expozice o perleťářství, knoflíkářství, šicích strojích a pivovarnictví. Od 31. prosince 1967 je chráněn jako kulturní památka.

## Historie
Pivovar stál u žirovnického zámku již v 1. polovině 16. století, kdy panství patřilo pánům z Vrchovišť. Explicitně je pivovar připomínám v kupní smlouvě Petra Vencelíka z Vrchovišť s Albrechtem z Gutštejna z roku 1544. Mezi léty 1589–1592 dal Adam II. z Hradce postavit ve městě nový pivovar v renesančním slohu pod taktovkou italských stavitelů Baltazara Maggiho a Antonia Cometta. Na počátku 18. století pivovar náležel rodu Šternberků a jeho roční produkce činila kolem 1.350 hl piva. Po roce 1870 se výstav pohyboval kolem 1.700 hl piva ročně.
Výroba piva byla v pivovaru ukončena k roku 1893 pod vedením Karla Štěpánka, posledního sládka. Později se v objektu nacházel hostinec, od konce 19. století tělocvična Sokolu (na bývalé varně) a později byly prostory adaptovány na byty. V roce 2007 bylo rozhodnuto o revitalizaci areálu a odstranění necitlivých přestaveb. Práce začaly o dva roky později a skončily roku 2011. Do útrob bývalého pivovaru se nastěhovala muzejní expozice věnující se perleťářství, knoflíkářství, vývoji šicích strojů a pivovarnictví, s ukázkou části pivovarského valachu.

## Popis
Samostatně stojící objekt o dvou patrech stojí v západní části města. Je pokryt sedlovou střechou a v jeho fasádě jsou částečně dochovaná psaníčková sgrafita. Naproti pivovarské budově (na čp. 104) se nacházela bednárna s dalšími pomocnými provozy.
V přístavku u budovy se do roku 2012 nacházela motorová elektrárna, jenž byla vybavena lokomobilou Wolf (od firmy Bartelmus-Donát) o výkonu 65 koní a která poháněla generátor střídavého proudu. Do provozu byla uvedena roku 1922; o jejím zřízení bylo rozhodnuto o dva roky dříve. Město se stalo členem Svazu Jihočeských elektráren a Lužického elektrárenského svazu v Táboře.